# Небеска Србија
Појам Небеска Србија користи се у црквеним, политичким и филозофским круговима. Настао је у круговима Српске православне цркве и често се помињао током беседа, а вуче корене од библијског појма Царство небеско. „Небеска Србија” би требало да буде нека врста идеалне Србије, утопијске и уједињене земље.
Први који је употребио крилатицу „Срби су небески народ” је српски композитор Енрико Јосиф.
Временом је овај појам прешао и на политичку сцену где се користи у осуђивању српског национализма.
| „                                                                                                | А данас, данас на небу је српски Васкрс. Данас сва небеса, Свети Апостоли, Свети Пророци, Мученици, Исповедници славе Светога Саву. Данас сам Господ грли Светога Саву, највећег и најсветијег Србина, најљупкије и најмилије српско дете Растка! А он клечи и плаче. Плаче над несрећним српским родом, плаче над земаљском Србијом. Сва Небеска Србија слави Светитеља Саву, а ви несрећни Срби све сте његово заборавили на земљи. | ” |
| — др Јустин Поповић, КУДА ИДЕШ, СРБИЈО?!, Беседа на Светога Саву 1966. године у манастиру Ћелије | |   |

Хрватско-амерички публициста и пропагандиста антисрпског становишта Бранимир Анзуловић, писац пропагандног дела Небеска Србија: од мита до геноцида, Небеску Србију омаловажава као један од наводних митова српске националне митологије.
| „                                                                                            | Ми знамо шта нам је план и мисија. Није нама циљ небеска Србија, већ живот на земљи и то је била основна идеја Зорана Ђинђића. | ” |
| — Борис Тадић, потпредседник ДС после убиства премијера Србије Зорана Ђинђића 17. март 2003. | |   |

| „                                                                               | Што се тиче небеске Србије, ја мислим да је то заиста измишљотина деведестих година као резултат поновног читања веома конзервативних хришћанских аутора прве половине 20. века и измишљања једнога речника који треба да заслепи масе. Тај језик којег карактерише тотално претеривање, по мом дубоком уверењу, има два извора: један је уистину хришћански дискурс, рецимо Николаја Велимировића, а други је феномен социјалистичке приредбе, односно претераног, патетичног односа према прошлости, песници који су се служили тим језиком били су јако вољени у социјалистичкој Југославији. | ” |
| — Светлана Слапшак, антрополог, Косовски мит камен о врату Србије 02. мај 2009. | |   |

У делу Луча микрокозма Србија је смештена у Небеско царство и представља основ српске вечности, док отпаднике од Српства Господ кажњава као Сатану и његове поборнике.